# Magdalena

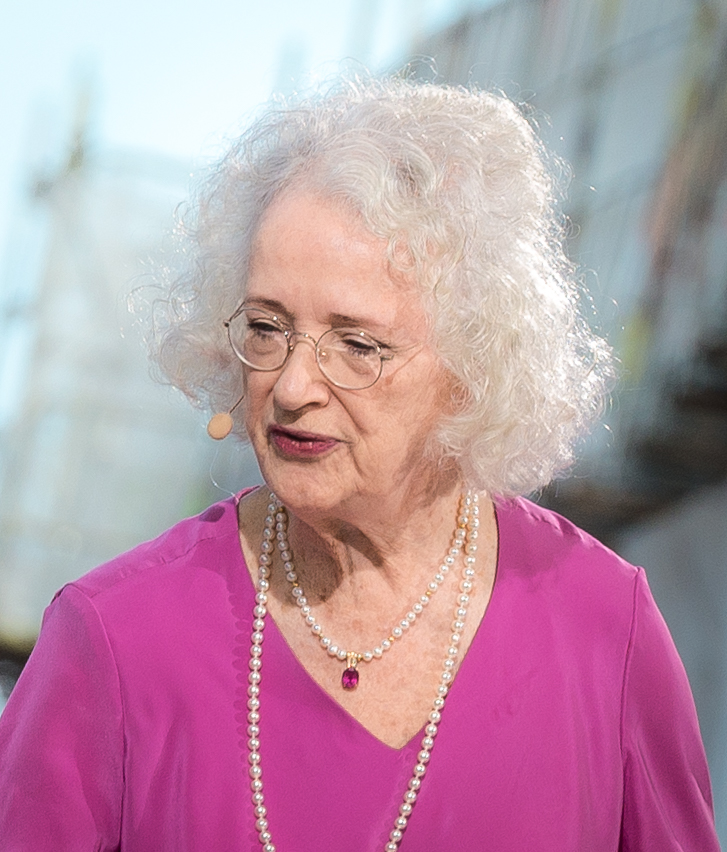
Magdalena Ribbing, 2015.

Kvinnonamnet Magdalena var ursprungligen ett grekiskt tillnamn, dvs. ett namn som lades till förnamnet, med betydelsen (kvinna) "från Magdala". Bibelns Maria Magdalena (som är upphovet till namnet i almanackan) fick just detta tillnamn för att skilja henne från Jesus moder. Redan tidigt kom dock namnet att uppfattas som ett självständigt förnamn och det har använts i Sverige sedan 1400-talet. En fransk form av namnet är Madeleine, och en svensk kortform är Magda.
Ur namnet har även Malin, Lena och Malena sitt ursprung.
På 1970- och 1980-talen var Magdalena ett modenamn bland de yngsta. Även i början av 1990-talets var Magdalena ett av de 100 vanligaste tilltalsnamnen. Men nu har modevågen vänt och Magdalena har ramlat ut från 100-i-topp-listan. 31 december 2005 fanns det totalt 18 362 personer i Sverige med förnamnet Magdalena varav 4 695 med det som tilltalsnamn. År 2003 fick 192 flickor namnet, varav 26 fick det som tilltalsnamn.
Namnsdag i Sverige: 22 juli, sedan medeltiden. I den finlandssvenska namnsdagslängden har Magdalena namnsdag 22 juli sedan starten 1929, då en egen namnsdagskalender togs i bruk för finlandssvenskar.

## Personer med namnet Magdalena
- Karin Magdalena Bergquist, författare
- Prinsessan Madeleine, (inkluderad bara för att belysa namnets härstamning, se Madeleine)
- Magda Goebbels, gift med Joseph Goebbels
- Magda Julin, svensk konståkare, OS-guld 1920
- Magda Lupescu
- Magda von Dolcke, skådespelare
- Magdalena Abakanowicz, konstnär
- Magdalena Andersson, landshövding i Västerbottens län
- Magdalena Andersson, politiker (S), partiledare, Sveriges statsminister (2021–2022).
- Magdalena av Frankrike, fransk prinsessa och regent av Navarra.
- Magdalena Karlsdotter (Bonde), svensk prinsessa
- Magdalena Eriksson,svensk fotbollsspelare
- Magdalena Forsberg, skidskytt, längdåkare
- Magdalena Graaf, artist
- Magdalena Konefal, artist
- Magdalena Elisabeth Rahm, salongsvärd
- Magdalena Ribbing, journalist, folkvettsexpert
- Magdalena Rudenschöld, grevinna, hovdam, konspiratör
- Malena Ernman (Magdalena), svensk mezzosopran
- Maria från Magdala (Maria Magdalena), helgon
- Maria Magdalena (Marlene) Dietrich, filmstjärna
- Sofia Magdalena av Danmark, svensk drottninggemål.